# Sasaki Hideyoshi

Sasaki Hideyoshi (佐々木秀義, [[[1112]] - 1184] Erro: {{japonês}}: texto da transliteração contém caractere não latino (pos 19) (ajuda)). Foi um Kugyō (nobre) do período Heian da história do Japão. Aos treze anos foi adotado por Minamoto no Tameyoshi .
Lutou nas Rebeliões Hōgen (1156) e Heiji (1160) e na Guerra Genpei (1180 - 1185) sob as ordens de seu irmão de criação Minamoto no Yoshitomo,  incorrendo na ira do clã Taira .
Na época da Guerra Genpei, Hideyoshi tinha perdido sua propriedade na província de Ōmi como resultado do desagrado dos Taira. Ele partiu para apelar ao seu tio, Fujiwara no Hidehira , por ajuda, mas parou na província de Sagami. Lá, atraiu o interesse do daimyo Shibuya Shigekuni ; Hideyoshi se casou com a filha de Shibuya, e tornou-se herdeiro daquela terra. Seus filhos serviriam a Minamoto no Yoritomo , o primeiro shogun Kamakura . 
| Precedido por Sasaki Tametoshi | -- 5º Líder do Clã Sasaki - 1112 | Sucedido por Sasaki Sadatsuna |